# Lithistida
De Lithistida vormen een orde binnen de klasse der Demospongiae (gewone sponzen) en bevat ongeveer 120 soorten. Enkele families van de orde zijn reeds uitgestorven.

## Taxonomie
- Familie Archaeoschyphiidae
- Familie Azoricidae
- Familie Chenendoporidae
- Familie Corallistidae
- Familie Desmanthidae
- Familie Dorydermatidae
- Familie Eospongiidae
- Familie Isoraphiniidae
- Familie Jereidae
- Familie Kaliapsidae
- Familie Leiodorellidae
- Familie Lithistidae
- Familie Macandrewiidae
- Familie Phymatellidae
- Familie Scleritodermidae
- Familie Theonellidae
- Familie Vetulinidae